# Wide Awake in Dreamland
Albums de Pat Benatar
Seven the Hard Way
(1985) True Love
(1991)
Singles
1. All Fired Up
Sortie : 14 juin 1988
2. Don't Walk Away
Sortie : 27 septembre 1988
3. Let's Stay Together
Sortie : 19 décembre 1988 (promo)
4. One Love
Sortie : 9 janvier 1989 (Europe)

Wide Awake in Dreamland est le 7e album studio de Pat Benatar sorti le 24 juin 1988 via Chrysalis Records.
L'album est certifié disque d'or aux États-Unis le 12 octobre 1988 et au Royaume-Uni en août 1988. Au Canada, l'album est certifié disque de platine. Dans les charts, Wide Awake in Dreamland parvient à se classer au Billboard 200 à la 26e position la semaine du 10 septembre 1988, 11e au Royaume-Uni et au Canada pour les meilleurs classements. Pas loin derrière, l'album prend la 13e place en Australie et 15e en Nouvelle-Zélande. L'album se classe également 33e en Suède et 47e en Allemagne.

## Liste des titres
| A1. | All Fired Up (reprise de Rattling Sabres) | Kerryn Tolhurst                | 4:27 |
| A2. | One Love                                  | Neil Giraldo, Myron Grombacher | 5:12 |
| A3. | Let's Stay Together                       | Neil Giraldo, Pat Benatar      | 4:50 |
| A4. | Don't Walk Away                           | Nick Gilder, Duane Hitchings   | 4:35 |
| A5. | Too Long a Soldier                        | Neil Giraldo, Myron Grombacher | 6:42 |

| B1. | Cool Zero                  | Neil Giraldo, Myron Grombacher              | 5:26 |
| B2. | Cerebral Man               | Tully Winfield, Don Schiff                  | 4:40 |
| B3. | Lift 'em on Up             | Neil Giraldo, Myron Grombacher, Pat Benatar | 4:54 |
| B4. | Suffer the Little Children | Neil Giraldo, Pat Benatar                   | 4:10 |
| B5. | Wide Awake in Dreamland    | Neil Giraldo, Myron Grombacher              | 4:58 |